# طورمان (ألقورات)
طورمان (بالفارسية: طورمان) هي مستوطنة تقع في إيران في قسم ألقورات الريفي. يقدر عدد سكانها بـ 150 نسمة .